# Мечислав Смолярський
Мечислав Смолярський (пол. Mieczysław Smolarski, 6 квітня 1888, Краків — 21 січня 1967, Варшава) — польський письменник-фантаст та поет. Відомий переважно своїми фантастичними романами в жанрі антиутопії, а також звинуваченнями в плагіаті на основі свого роману «Місто світла» і частково іншого роману, «Весільна подорож пана Гамільтона», Олдоса Гакслі, який на думку Смолярського, а також частини польських літературознавців, скористався ідеями та текстом цих романів для написання свого антиутопічного роману «Прекрасний новий світ».

## Біографія
Мечислав Смолярський народився у Кракові. Після закінчення гімназії в рідному місті він навчався на юридичному факультеті Ягеллонського університету, проте пізніше перейшов на філософський факультет, вивчав полоністику, а також історію мистецтва і загальну філософію. У 1911 році він здав докторат на основі своєї роботи «Поезія легіонів. Її час, пісні та історія» (пол. Poezja legionów. Czasy, pieśń i jej dzieje). У 1912—1913 роках Смолярський перебував у Парижі, де він збирав матеріали для дисертації для наукового ступеня доктора габілітованого про зв'язки Вольтера з Польщею. Після повернення на батьківщину він працював у музеї Чорторийських у Кракові, а пізніше перебрався до Закопане, де став викладачем приватної гімназії. Там він познайомився із Стефаном Жеромським, син якого Адам був одним із учнів Смолярського в гімназії. Після проголошення незалежності Польщі Мечислав Смолярський перебирається до Варшави, де працює на різних посадах у Сеймі та Сенаті. Під час роботи на державній службі він активно займався літературною творчістю. У 1929 році він був ініціатором створення Об'єднання Польських Белетристів, яке діяло до 1937 року. У 1930—1931 роках Смолярський без особливого успіху ініціював створення Польсько-Чехословацько-Югославського об'єднання письменників.
Після початку Другої світової війни та окупації Польщі Мечислав Смолярський жив у столиці, кілька разів арештовувався гестапо, проте йому кожен раз вдавалося вийти з ув'язнення. Після визволення Варшави і Польщі письменник працював заступником хранителя музею в Неборові, пізніше повернувся до Варшави. В останні роки життя Смолярський займався виключно літературною творчістю. Помер Мечислав Смолярський 21 січня 1967 року у Варшаві.

## Літературна творчість
Мечислав Смолярський розпочав свою літературну діяльність ще в студентські роки, публікуючи вірші на сторінках краківських часописів цього року, у 1910 році виграв студентський літературознавчий конкурс за свій твір, присвячений діяльності Адама Міцкевича як літературного критика. У цей час Смолярський опублікував також ще кілька літературознавчих праць. Одночасно він розпочав видавати і свої прозові твори, першим із яких було оповідання «Пан почтмейстер Якобі» (пол. Pan poczthalter Jacobi). Під час Першої світової війни Смолярський розпочав писати пригодницьку і фантастичну літературу, зокрема в 1916 році він опублікував повість «На польському морі» (пол. Na polskim morzu) про діяльність польських корсарів XVI століття, а в 1919 році він написав пацифістичний роман «Буря» (пол. Burza), навіяний спогадами з часів Першої світової війни. Найвідоміші свої фантастичні твори, написані в жанрі антиутопії, Мечислав Смолярський написав у 20-х роках ХХ століття. Найбільш відомим із романів письменника є роман «Місто світла» (повніша назва «Місто світла. Роман з майбутнього», пол. Miasto Światłości. Powieść z dni przyszłych), який розповідає про можливість створення у далекому майбутньому тоталітарного та надмірно зарегламентованого суспільства. Подібним до цього роману є й інший антиутопічний роман Смолярського «Весільна подорож пана Гамільтона» (повна назва «Весільна подорож пана Гамільтона. Фантастичний роман 2500 року», пол. Podróż poślubna pana Hamiltona. Powieść fantastyczna z roku 2500), уперше виданий у 1927 році. Іншими помітними фантастичними творами автора є «Людина без минулого» (пол. Człowiek bez przeszłości), «Незвичайний кристал» (пол. Niezwykły kryształ), «Пригода однієї ночі» (пол. Przygoda jednej nocy). Мечислав Смолярський написав також кілька пригодницько-детективних творів («Пісні вулиці», «Люди в масках»), та історичних романів, найвідоміших з яких є «Варненчик» (пол. Warneńczyk) про життя польського короля Владислава Варненчика. Після Другої світової війни Смолярський писав переважно біографічні та літературознавчі твори, а також книги спогадів.

## Звинувачення в порушенні авторських прав Олдосом Гакслі
Найвідоміший із романів Мечислава Смолярського «Місто світла» вийшов друком у 1924 році, а за 3 роки надрукований другий антиутопічний роман польського письменника «Весільна подорож пана Гамільтона». Романи користувалися досить великим попитом, зокрема перший з них вийшов тиражем у 80 тисяч примірників, що було досить великою рідкістю на той час. Роман «Місто світла» також невдовзі був перекладений кількома мовами, зокрема англійською. За кілька років, у 1932 році, уперше виданий антиутопічний роман Олдоса Гакслі «Прекрасний новий світ», сюжет якого частково перекликався із романом «Місто світла», частково також із романом «Весільна подорож пана Гамільтона». Схожість сюжету роману британського письменника спричинила те, що в 1948 році Смолярський через польське відділення ПЕН-клубу особисто звернувся до Гакслі зі звинуваченням у плагіаті на сторінках його роману «Прекрасний новий світ». Проте цей лист так і залишився без відповіді. Частина польських літературознавців та літературних критиків у своїх статтях та літературознавчих розвідках підтримують звинувачення Смолярського, проте така точка зору не підтримується усіма літературознавцями, які наводять і суттєві відмінності в сюжетній лінії та ідеологічній основі роману.

## Особисте життя
Мечислав Смолярський був одружений, його дружиною була Галина Броніковська, польська поетеса. У подружжя був один син Богдан, який загинув під час Другої світової війни як боєць польського партизанського загону неподалік Білостока.

## Твори

### Фантастика
- Людина без минулого (пол. Człowiek bez przeszłości, 1923)
- Незвичайний кристал (пол. Niezwykły kryształ, 1924)
- Місто світла (пол. Miasto Światłości, 1924)
- Білі сили (пол. Białe moce, 1925)
- Чортові кола (пол. Czarcie kręgi, 1926)
- Весільна подорож пана Гамільтона (пол. Podróż poślubna pana Hamiltona, 1928)
- Лялька Ганни Корда (пол. Lalka Hanny Korda, 1929)
- Пригода однієї ночі (пол. Przygoda jednej nocy, 1932)

### Інші твори
- Творець віршів польських легіонів — Ципріан Годебський (пол. Poeta wiersza do Legji - Cyprian Godebski, 1910)
- Гусарські пісні та співанки (пол. Pieśni i śpiewy rycerskie, 1910)
- Поезія Листопадового повстання (пол. Poezja Powstania Listopadowego, 1911)
- Поезія польських легіонів (пол. Poezja legionów, 1912, докторська дисертація)
- Вивчення зв'язків Вольтера з Польщею (пол. Studja nad Wolterem w Polsce, 1918)
- Лицарські рапсодії (пол. Rapsody Rycerskie, 1920)
- Варненчик (пол. Warneńczyk, 1920—1921)
- Архіваріус Гордон (пол. Archiwariusz Gordon, 1921)
- Зірки Варни (пол. Gwiazdy Warny, 1922)
- Байки біля каміна (пол. Baśnie przy kominku, 1925)
- Міцкевич у курсах слов'янської літератури (пол. Mickiewicz w kursach literatury słowiańskiej, 1925)
- Сад перед бурею (пол. Ogród przed burzą, 1925)
- Спитек з Мельштина (пол. Spytek z Melsztyna, 1925)
- З великого міста (пол. Z wielkiego miasta, 1925)
- Бенкет Валтасара (пол. Uczta Baltazara, 1926)
- Шукач золота (пол. Poszukiwacz złota, 1927)
- Пісня вулиці (пол. Pieśń ulicy, 1927)
- Люди в масках (пол. Ludzie w maskach, 1928)
- Молодість славних поляків (пол. Młodość sławnych Polaków, 1928)
- На польських землях бій (пол. Na ziemiach Polskich bój, 1930)
- Пригоди польських мандрівників (пол. Przygody Polskich podróżników, 1930)
- Вино молодості (пол. Wino młodości, 1934)
- Ганна Кременецька — історія думки і творчості (пол. Hanna Krzemieniecka dzieje myśli i twórczości, 1935)
- Іскри на шаблях (пол. Iskry na szablach, 1938)
- Давня Польща очима мандрівників {({lang-pl|Dawna Polska w oczach podróżników}}, 1946)
- Погідний згорток — вірші для дітей (пол. Pogodny światek - wiersze dla dzieci, 1947)
- Щоденники Яна Хризостома Пассека з Гословіц (пол. Pamiętniki Jana Chryzostoma Paska z Gosłowic, 1947)
- Провідник «Неборув» (пол. Przewodnik "Nieborów", 1952)
- Провідник «Казімєж» (пол. Przewodnik "Kazimierz", 1953)
- Провідник «Ловіцькі» (пол. Przewodnik "Łowickie", 1953)
- Світло над книжками (пол. Światło nad księgami, 1954)
- У позолочених палацах великого хана (пол. W złoconych pałacach wielkiego chana, 1956)
- Перстень з Аполлоном (пол. Pierścień z Apollonem, 1957)
- Таємниці південних островів (пол. Tajemnice wysp południowych, 1959)
- Місто старих дзвонів (пол. Miasto starych dzwonów, 1960)
- Музики його величності короля (пол. Muzykanci króla jegomości, 1963)